# سنت-لیزین
سنت-لیزین (به فرانسوی: Sainte-Lizaigne) یک کمون در فرانسه است که در اندر واقع شده‌است. سنت-لیزین ۲۶٫۳۶ کیلومتر مربع مساحت و ۱٬۲۳۰ نفر جمعیت دارد و ۱۲۸ متر بالاتر از سطح دریا واقع شده‌است.